# Байгонысов, Бекбай
Бекбай Байгонысов (1890, Сырдарьинская область, Туркестанский край, Российская империя — 1958, Джамбулская область, Казахская ССР) — старший табунщик колхоза «Кзыл-Чарва» Луговского района Джамбулской области, Казахская ССР. Герой Социалистического Труда (1948).

## Биография
Родился в 1890 году в крестьянской семье в одном из сельских населённых пунктов Сырдарьинской области. С раннего возраста батрачил в бая. В 1930 году вступил в сельскохозяйственную артель, которая позднее была преобразована в колхоз «Кзыл-Чарва» Луговского района. Трудился коневодом, табунщиком, в послевоенное время — старшим табунщиком в этом же колхозе.
В 1947 году вырастил 54 жеребёнка от 54 кобыл. Указом Президиума Верховного Совета СССР от 23 июля 1948 года удостоен звания Героя Социалистического Труда за «получение высокой продуктивности животноводства в 1947 году» с вручением ордена Ленина и золотой медали «Серп и Молот» (№ 2506).
Трудился в колхозе до своей кончины в 1958 году.